# Daniel Costandache
Daniel Costandache (ur. w 1977) – szwajcarski snowboardzista. Nie startował na igrzyskach olimpijskich. Na mistrzostwach świata najlepszy wynik uzyskał na mistrzostwach w Madonna di Campiglio, gdzie zajął 41. miejsce w halfpipe’ie. Najlepsze wyniki w Pucharze Świata osiągnął w sezonie 2001/2002, kiedy to zajął 29. miejsce w klasyfikacji halfpipe’a.
W 2002 r. zakończył karierę.

## Sukcesy

### Mistrzostwa Świata
| Miejsce | Dzień       | Rok  | Miejscowość          | Konkurencja | Zwycięzca        |
| ------- | ----------- | ---- | -------------------- | ----------- | ---------------- |
| 41.     | 27 stycznia | 2001 | Madonna di Campiglio | Halfpipe    | Kim Christiansen |

### Puchar Świata

#### Miejsca w klasyfikacji generalnej
- 1997/1998 - 127.
- 2000/2001 - -
- 2001/2002 - -

#### Miejsca na podium
1. Arosa – 9 stycznia 2002 (Halfpipe) - 3. miejsce